# Càrn Dearg (Ben Alder)
Pour les articles homonymes, voir Càrn Dearg.
Le Càrn Dearg est une montagne du Royaume-Uni située en Écosse, dans les monts Grampians. Il culmine à 1 034 mètres d'altitude ce qui en fait un munro. Il est entouré au nord par la vallée d'An Lairig, à l'est et au sud par la forêt de Ben Alder et au sud ouest par le loch an Sgòir et le Geal-chàrn ; le Ben Alder est situé plus au sud.